# Le Bateau blanc
Pour l'album de Gilbert Bécaud, voir Le Bateau blanc (album).
Pour plus de détails, voir Fiche technique et Distribution.
Le Bateau blanc (en russe : Белый пароход, Belyy parokhod) est un film soviétique réalisé par Bolotbek Chamchiev en 1975.

## Synopsis
Nourgazi, âgé de sept ans, vit avec son grand-père, Momoun, dans les montagnes de Kirghizie. De l'aoul, il peut observer le fleuve et attendre l'arrivée du bateau blanc sur lequel on lui a fait croire que son père travaillait.
Son grand-père lui raconte des légendes kirghizes qu'il utilise pour lui inculquer les notions de bien et de mal mais le monde imaginaire de l'enfant et celui de son tuteur sont incompatibles. Ces préceptes sont démentis par la société patriarcale des montagnards où règnent l'alcoolisme, la corruption, les faux-semblants, les reniements. L'enfant y échappe par le rêve comme d'être un poisson qui en suivant le cours du torrent rejoint le lac Issyk-Koul. Lorsque son grand-père poussé par l'oncle, Orozkoul, un braconnier, tue un cerf, symbole de la vie chez les Kirghizes, il s'enfuit...le bateau blanc apparaît...

## Fiche technique
- Titre français : Le Bateau blanc
- Réalisation : Bolotbek Chamchiev
- Scénario : Bolotbek Chamchiev d'après le récit éponyme de Tchinguiz Aïtmatov
- Photographie : Manasbek Moussaev
- Musique : Alfred Schnittke
- Société de production : Kirghizfilm
- Pays d'origine: République socialiste soviétique kirghize
- Date de sortie :1976
- Format : Couleurs (Sovcolor) - 35 mm
- Genre : Drame
- Durée : 100 minutes
- Dates de sortie :
  - URSS : 22 novembre 1976 à Moscou[1]

## Distribution
- Tsorobek Doumanev
- Sabira Koumouchalieva : la grand-mère
- Orozbek Koutmanaliev : l'oncle Orozkul
- Assankoul Kouttoubaev : le grand-père, Momun
- Nazira Mambetova
- Moukan Ryskoulbekov
- Nourgazy Sydygaliev : Nourgazi
- Aïtourgan Temirova : Gyouldzhamal

## Récompenses et distinctions
- Festival de Cannes 1975 : présentation du film
- Bichkek 1976 : Grand prix du Festival cinématographique de l'URSS
- Trente 1977 : Grand prix du Festival international
- Avellino 1977 : Laceno d'argent au Festival international